# Kate Pepper
Kate Pepper, eigentlich Katia Lief (geb. Spiegelman), (* 1959 in Frankreich) ist eine amerikanische Autorin.

## Leben
Als Tochter eines Musikers und einer Lehrerin wuchs Kate Pepper mit ihren beiden Geschwistern an der amerikanischen Ostküste auf. Im Alter von 15 Jahren schrieb sie sich beim Simon's Rock Early College ein und graduierte mit 19 Jahren am Sarah Lawrence College. Nach einem halben Jahr in Paris arbeitete sie bei einem Verlag in New York. Nach zahlreichen anderen Jobs in den unterschiedlichsten Branchen machte sie ihren Magister in Literatur und kreativem Schreiben.
Kate Pepper ist verheiratet und hat eine Tochter und einen Sohn.

## Werke
- 5 Tage im Sommer. („Five Days in Summer“). Rowohlt Verlag, Reinbek 2005, ISBN 3-499-23777-6.
- 7 Minuten zu spät. („Seven Minutes to Noon“). Rowohlt Verlag, Reinbek 2006, ISBN 3-499-24239-7.
- 48 Stunden. („One Cold Night“). Rowohlt Verlag, Reinbek 2007, ISBN 978-3-499-24430-8.
- 3 Wochen bis zur Wahrheit. („Here She Lies“). Rowohlt Verlag, Reinbek 2007, ISBN 978-3-499-24555-8.
- Nur 15 Sekunden. („Names of the Dead “). Rowohlt Verlag, Reinbek 2009, ISBN 978-3-499-24875-7.
- Der Domino-Killer. („You are next“). Rowohlt Verlag, Reinbek 2010, ISBN 978-3-499-24911-2.
- Es ist niemals vorbei. („Next Time You See Me“). Rowohlt Verlag, Reinbek 2011, ISBN 978-3-499-25530-4.
- Einladung zum Sterben. („Waterbury“). Rowohlt Verlag, Reinbek 2012, ISBN 978-3-499-25740-7.
- Die stumme Zeugin. („Vanishing Girls“). Rowohlt Verlag, Reinbek 2013, ISBN 978-3-499-25964-7.
- Der Sommer Deines Todes. (The Money Kill). Rowohlt Verlag, Reinbek 2014, ISBN 978-3-499-26721-5.

Kurzgeschichten
- Mit einem Schlag. In: Silke Jellinghaus (Hrsg.): Tödliche Gaben. Die spannendsten Weihnachtskrimis. Rowohlt Verlag, Reinbek 2009, ISBN 978-3-8052-0883-3, S. 187–200.